# 139
Évszázadok: 1. század – 2. század – 3. század
Évtizedek: 80-as évek – 90-es évek – 100-as évek – 110-es évek – 120-as évek – 130-as évek – 140-es évek – 150-es évek – 160-as évek – 170-es évek – 180-as évek
Évek: 134 – 135 – 136 – 137 –  138 – 139 – 140 – 141 – 142 – 143 – 144

## Események

### Római Birodalom
- Antoninus Pius császárt (helyettese júliustól L. Minicius Natalis Quadronius Verus, novembertől M. Ceccius Justinus) és Caius Bruttius Praesens Lucius Fulvius Rusticust (helyettese L. Claudius Proculus, C. Julius Scapula és C. Julius Bassus) választják consulnak.
- Antoninus Pius császár örökbe fogadja és utódjaként nevezi meg felesége unokaöccsét, az árva Marcus Aureliust, aki nevébe felveszi a Caesar címet. A császár felbontja 9 éves lánya, Faustina és Marcus Aurelius korábbi eljegyzéseit és egymással jegyezteti el őket.
- Antoninus Pius Quintus Lollius Urbicust nevezi ki Britannia kormányzójává és megbízza Caledonia (A mai Skót-alföld) visszafoglalásával.
- Elkészül Hadrianus császár mauzóleuma (ma Angyalvár). Itt helyezik el a császár, felesége (Vibia Sabina) és fogadott fia (Lucius Aelius Caesar) hamvait.

## Halálozások
- Csang Heng, kínai csillagász

## Fordítás
- Ez a szócikk részben vagy egészben  az   AD 139 című angol Wikipédia-szócikk ezen változatának fordításán alapul.  Az eredeti cikk szerkesztőit annak laptörténete sorolja fel. Ez a jelzés csupán a megfogalmazás eredetét és a szerzői jogokat jelzi, nem szolgál a cikkben szereplő információk forrásmegjelöléseként.